# Guruça
Guruça (Guruca, Gurusa) ist ein osttimoresischer Suco im Verwaltungsamt Quelicai Antigo (Gemeinde Baucau).

## Geographie
Guruça liegt im Südosten des Verwaltungsamts Quelicai Antigo. Die Grenze zu Seiçal bildet der Fluss Borauai. Im Norden von Guruça münden beim Dorf Ucamuni die Flüsse Otorocaiboro und Maucolo in den Uaimuhi, der später einen Teil der Grenze zu Afaçá bildet. Westlich vom Uaimuhi entspringt der Lianau. An seinem Ufer liegt das Dorf Maebu.
Guruça hat eine Fläche von 16,71 km² und teilt sich in die fünf Aldeias Eu-Afa, Fae-Ua, Laculela, Saebere und Uadaboru.
Der Ort Guruça liegt im Nordwesten des Sucos, auf einer Meereshöhe von 275 m und besteht aus den Ortsteilen Cotaissi und Telama. Guruça liegt an der Überlandstraße, die den Ort Baguia mit der nördlichen Küstenstraße verbindet. Hier befindet sich eine Grundschule.
Etwas südlich vom Ort Guruça reicht der Ort Abafala aus dem gleichnamigen Suco in den Suco Guruça hinein. An der Südgrenze von Afaçá liegt in Guruça das Dorf Uehuafa. Im Süden befinden sich an der Grenze zu Uaitame die Orte Culugia (Culuguia), Gugulai (Gugolai), Saebere, Facua, Maukiki, Uadaboru (Uadaboro, Wadaburu) und Daraloi. Grundschulen gibt es in Uehuafa und Culugia (Escola Primaria Catolica Culuguia).

## Einwohner
In Guruça leben 1.940 Einwohner (2022), davon sind 1.001 Männer und 939 Frauen. Im Suco gibt es 392 Haushalte. Über 95 % der Einwohner geben Makasae als ihre Muttersprache an. Minderheiten sprechen den Makasae-Dialekt Sa’ane oder Tetum Prasa.

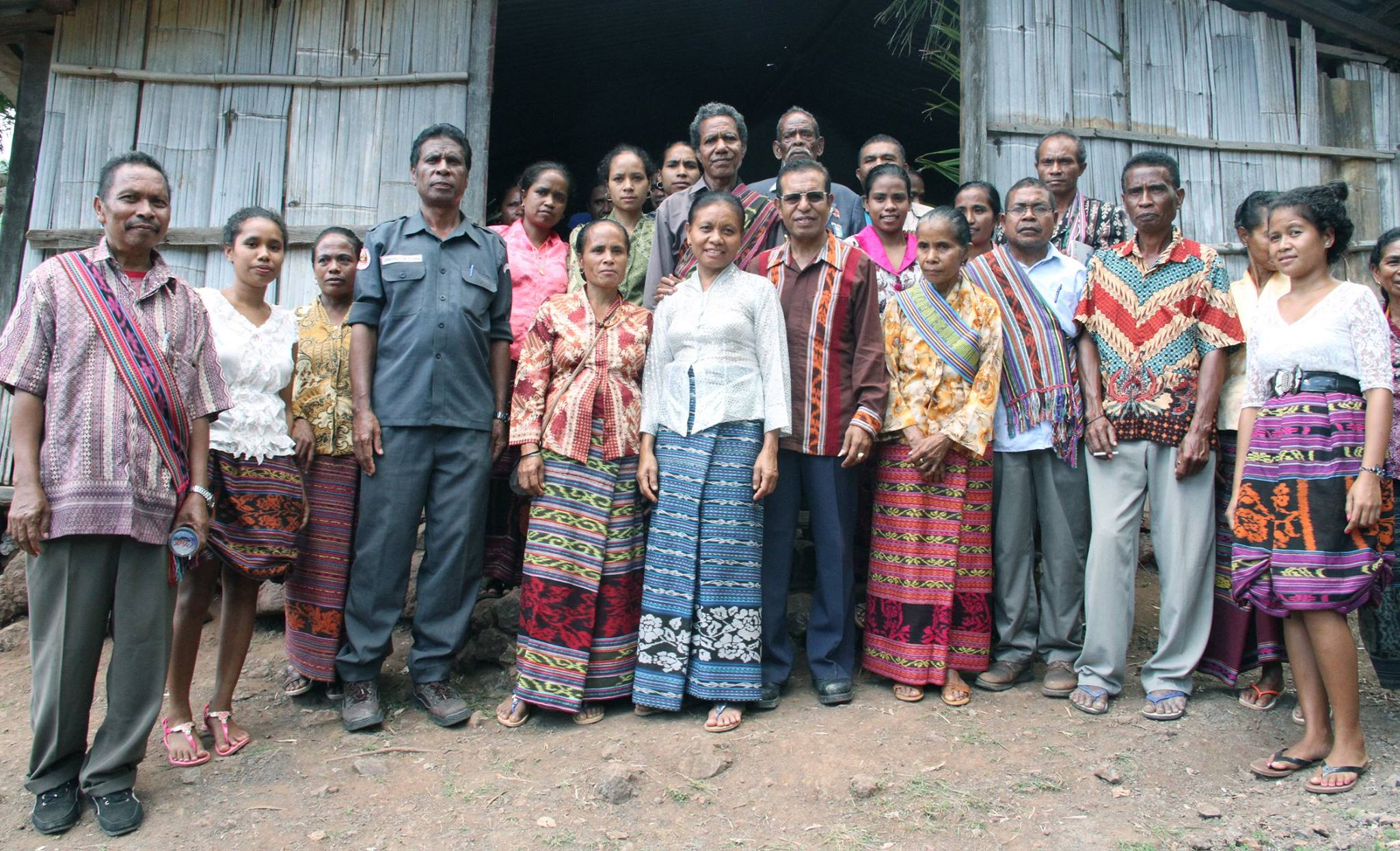
Präsident Taur Matan Ruak zu Gast (2016)
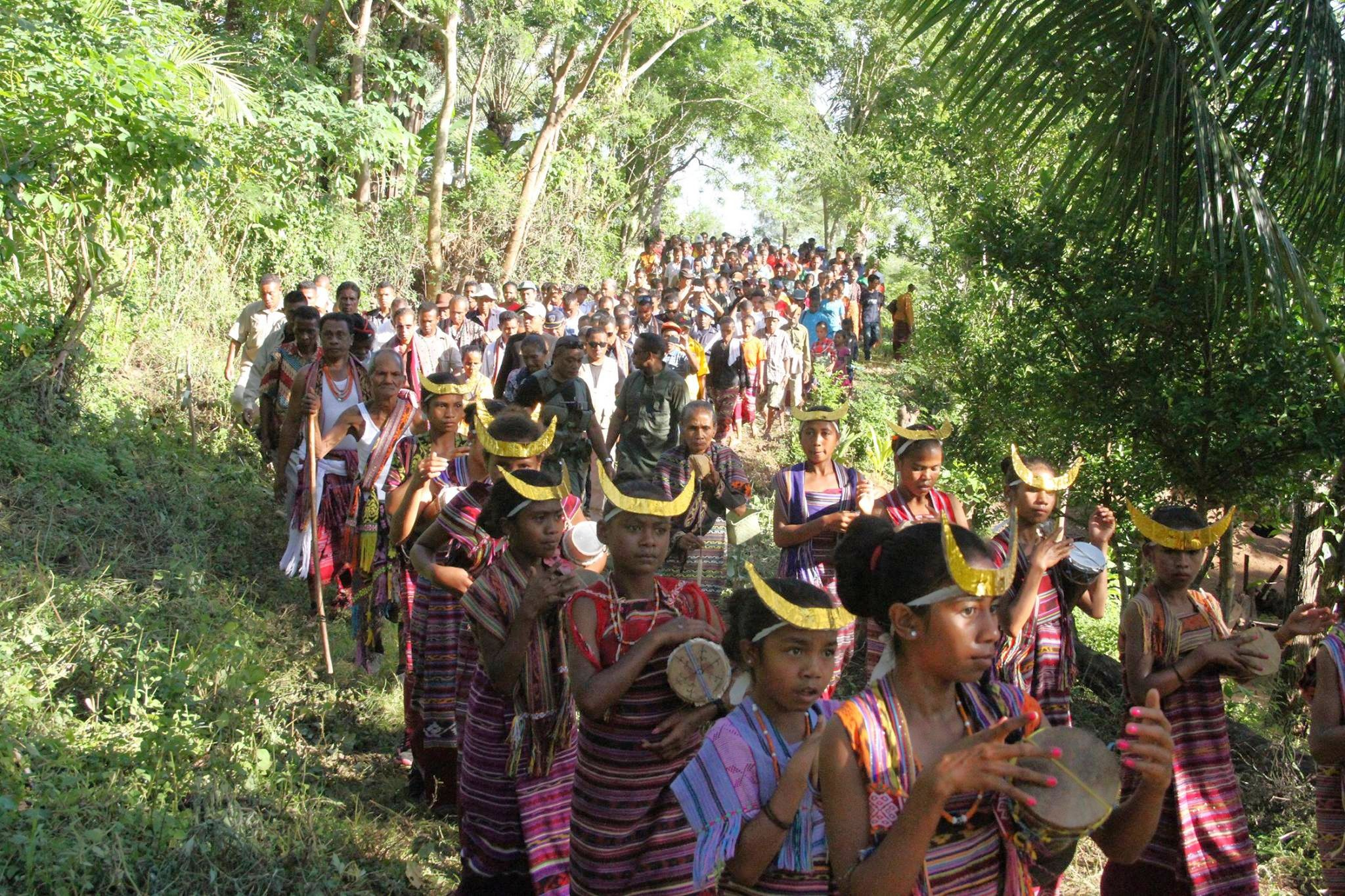
Empfangszeremonie (2016)

## Geschichte
1977 flohen die Einwohner von Guruça vor den indonesischen Invasoren zum Matebian. Dort siedelten sie sich in einer Widerstandsbasis (base de apoio) an. Im Oktober 1978 begannen die indonesischen Angriffe auf die Basis. Durch Bombardements aus der Luft mit schweren Bomben starben alleine aus Guruça bis zu 800 Menschen. Am 22. November wurde die FALINTIL von den Invasoren überrannt. Noch heute kann man Höhlen besichtigen, die den Widerstandskämpfern als Unterschlupf dienten.
Bereits im Mai 1978 hatten sich 500 Einwohner aus Guruça ergeben, nachdem sie vom Matebian zurückgekehrt waren. Obwohl viele krank und zu schwach waren, wurden Männer zur Arbeit für die indonesische Armee oder die Hansip gezwungen oder mussten als TBOs (Tenaga Bantuan Operasi, Operationsassistenzkräfte) dienen. Frauen wurden zum nächtlichen Wachdienst verpflichtet. TBOs mussten die Truppen an die Frontlinien begleiten und Munition und Ausrüstung tragen. Zeitweise dienten sie auch als Späher und Führer, manchmal auch als Spione in den von der FALINTIL gehaltenen Zonen.
Ende 1979 befand sich in Guruça ein indonesisches Lager für Osttimoresen, die zur besseren Kontrolle von den Besatzern umgesiedelt werden sollten. Einwohner des Sucos wurden nach Mulia (Verwaltungsamt Laga) zwangsumgesiedelt. Man befürchtete, die Dörfer, die nah an den Wäldern lagen, könnten die FALINTIL unterstützen. Die alten Wohnhäuser wurden nach der Räumung niedergebrannt, Felder zerstört und das Vieh getötet. Mehrere Bewohner wurden verletzt. Unter schwerer Bewachung wurden die Einwohner auf Lastwagen nach Mulia gebracht.
Die pro-indonesische Team Saka-Miliz brannte in Guruça am 8. September 1999, während der Operation Donner mehrere Häuser nieder und tötete das Vieh. Am 9. September wurde ein Jugendlicher von ihnen getötet.

## Politik

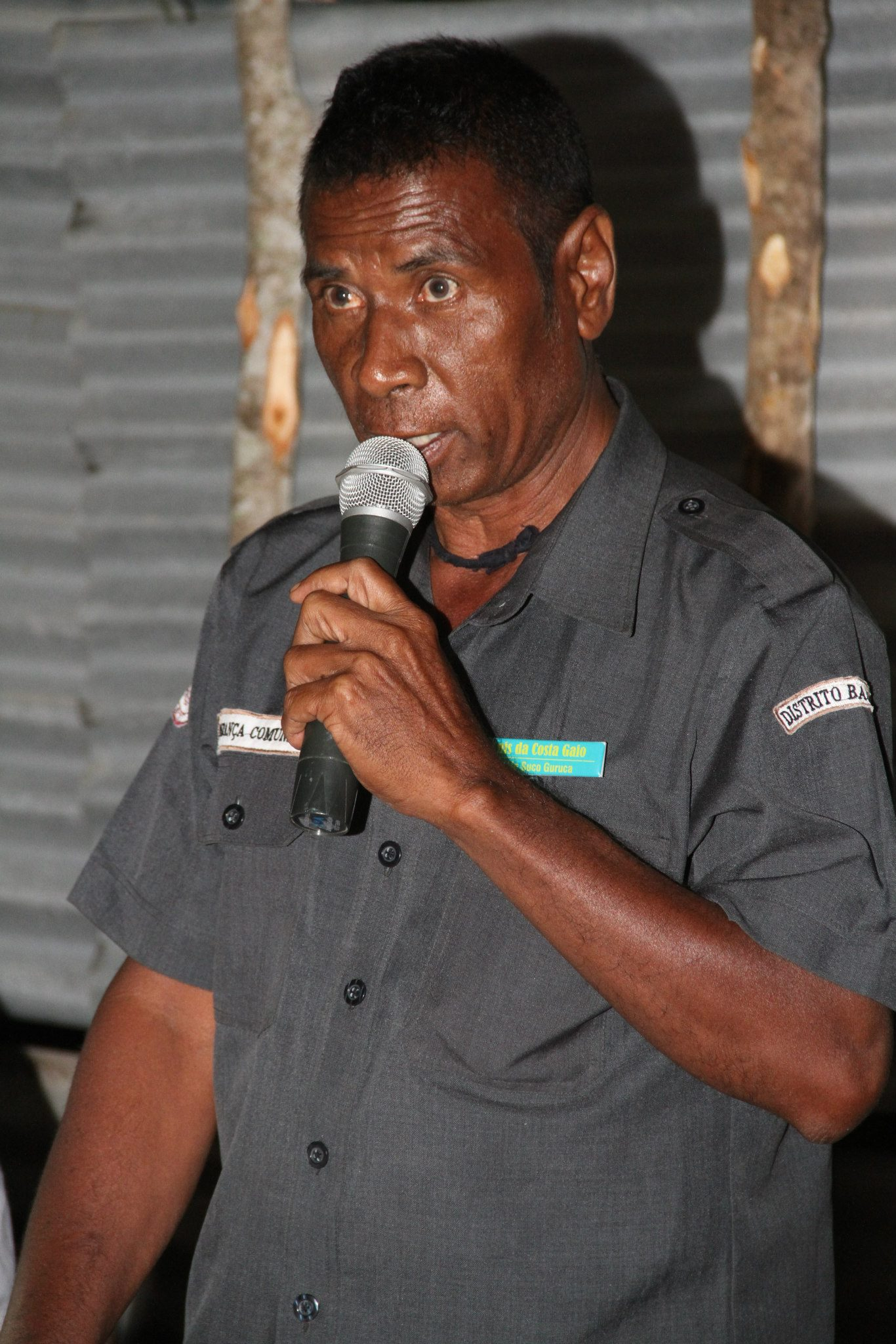
Luís da Costa Gaio (2014)

Bei den Wahlen von 2004/2005 wurde Luís da Costa Gaio zum Chefe de Suco gewählt und 2009 in seinem Amt bestätigt. Bei den Wahlen 2016 gewann Filomeno Mendonça und wurde Wahlen 2023 bestätigt.
2023 wurden zum Chefe de Aldeias gewählt: Aquiles E. Gaio (Laculela), Januario Correia (Eu-Afa), José Fonseca (Uadaboru), Abílio M. Mendonça (Fae-Ua) und Januario Correia (Saebere).